# 伝説 (リスト)
2つの「伝説」（フランス語: 2 Légendes）は、フランツ・リストが作曲したピアノ曲（サール番号：S.175）あるいは管弦楽曲（S.113a）。

## 概要
1861年から1863年にかけて、ローマで作曲された。リストがヴァイマルからローマに移り住んだこの時期は、リストの信仰が深まっていく時期でもあり、オラトリオ『聖エリーザベトの伝説』をはじめとする多数の宗教曲が書かれ、1865年には僧籍に入っている。この作品もキリスト教に題材を採ったもので、ローマで心労を味わっていたリストが聖人の堅い信仰心に感銘を受け、アッシジのフランチェスコとパオラのフランチェスコという二人の聖人にまつわる伝説を音化したものである。
公開初演は1865年8月29日に、リスト自身の独奏でペシュトにおいて行われた。第1曲は65年、第2曲は1866年に出版され、娘コジマ・フォン・ビューローに献呈された。

## 楽曲構成
楽譜にはそれぞれ、長大な標題がリストによって書き添えられている。
- 第1曲 小鳥に説教するアッシジの聖フランチェスコ（St. François d'Assise: la prédication aux oiseaux）
『聖フランチェスコの小さい花』に取材し、フランチェスコが小鳥たちに説教を始めると小鳥たちは聴き入り、フランチェスコの切った十字に従って四方に飛び去っていったという有名な逸話を描いている。1863年7月11日、教皇ピウス9世がリスト宅を訪問した際にリストがこの作品を弾いて聴かせたと伝えられている。また、カミーユ・サン＝サーンスがオルガン用編曲を残している。
アレグレット、イ長調、4/4拍子。演奏時間は約10分。冒頭から高音の細かいパッセージやトリル、トレモロが繊細な響きを造り出し、小鳥たちの囀りを鮮やかに描写する。それが途切れるとフランチェスコの説教を表わすレシタティーヴォが奏され、小鳥たちがそれに呼応する。このレシタティーヴォは、声楽曲『聖フランチェスコの太陽賛歌』（Cantico del sol di Francesco d'Assisi, S.4/2）の中の動機を用いている。次第に高揚していきクライマックスを迎えると、フランチェスコの声と交錯しながら最後に小鳥の声が残って静かに終わる。

- 第2曲 波の上を渡るパオラの聖フランチェスコ（St. François de Paule marchant sur les flots）
リストの所有していたエドヴァルト・フォン・シュタインレの線画と、ジュゼッペ・ミシマッラ（Giuseppe Miscimarra）の著書『パオラの聖フランチェスコの生涯』（"La Vie de Saint François de Paule"）から霊感を得ている。メッシーナ海峡に舟を出すことを拒否されたフランチェスコが、マントを海に広げてその上を渡ったという逸話に基づく。なお、パオラのフランチェスコはリストの守護聖人でもある。
アンダンテ・マエストーソ、ホ長調、4/4拍子。演奏時間は約8分。コラール風の主題が繰り返し変容を加えていく。その下で、トレモロ、スケールなど様々な音形が荒れ狂う海を描写する。次第に波は高くなり、同時に神威も力を増していき、壮大なクライマックスを形作る。静かなレントの主題を経て、力強いコーダで荘重に終わる。終盤の旋律は『パオラの聖フランチェスコに寄す』(An den heiligen Franziskus von Paula, S.28)からの引用で、管弦楽版にはフランチェスコの標語 "Charitas (愛徳)"が書き添えられている。

## 管弦楽版
管弦楽版の自筆総譜が1975年にリストの弟子アウグスト・ゲーレリヒ（August Göllerich）の蔵書の中から発見され、1984年に出版された。ピアノ版とは同時期に成立しており、どちらが「原曲」であるかには争いがある。
2曲ともにピアノ版との構成の相違はほぼない。「アッシジの聖フランチェスコ」は弦楽と木管楽器、ハープのみで奏され、フルートとコーラングレが特に活用される。「パオラの聖フランチェスコ」には金管楽器群と打楽器も加わる。

### 楽器編成
フルート3（1ピッコロ持ち替え）、オーボエ2、イングリッシュホルン、クラリネット2、ファゴット2、ホルン4、トランペット2、トロンボーン3、チューバ、ティンパニ（4個）、シンバル、ハープ、弦五部

### 演奏時間
約18分（各10分、8分）